# Proletarskij (Adighezia)
Proletarskij (in lingua russa Пролетарский) è un centro abitato dell'Adighezia, situato nel Majkopskij rajon. La popolazione era di 1.081 abitanti al dicembre 2018. Ci sono 10 strade.